# Trofeo Ayuntamiento de Zamora
El Trofeo  Ayuntamiento de Zamora es una prueba ciclista de Categoría amateur que se celebra en España alrededor de Zamora. Organizada por el Club Deportivo Ciclismo Zamora se desarrolla cada año durante el mes de marzo.

## Palmarés
| Año  | Ganador                | Segundo                   | Tercero                  |
| ---- | ---------------------- | ------------------------- | ------------------------ |
| 1993 | Óscar Aranguren        | Eloy Santamarta           | Juan Carlos Táboas       |
| 2004 | Víctor Gómez           | Jaume Rovira              | Pedro Luis Marichalar    |
| 2005 | Diego Rodríguez Campos | Juan José Abril           | Ángel Gutiérrez          |
| 2006 | Lucas Sebastián Haedo  | Jesús Palacio             | Pol Nabben               |
| 2007 | David Santiago         | Ángel Moreno              | Juan José Sánchez        |
| 2008 | Federico Pagani        | Francisco Javier Alonso   | Mikel Filgueira          |
| 2009 | Carlos Bruquetas       | David Gutiérrez Gutiérrez | José de Segovia          |
| 2010 | Antonio Olmo Menacho   | Adrián Rodríguez          | Diego Rubio              |
| 2011 | Leonid Krasnov         | Bruno Sandinha            | Sergey Shilov            |
| 2012 | Víctor Martín          | Unai Iparragirre          | Jorge Martín Montenegro  |
| 2013 | Iván Martínez          | Pedro Gregori             | David Rañó               |
| 2014 | Iván Martínez          | Pedro Gregori             | David Francisco          |
| 2015 | Dmitry Strakhov        | Vadim Zhuravlev           | Aitor González Prieto    |
| 2016 | Diego Pablo Sevilla    | Óscar Hernández           | Juan Camacho             |
| 2017 | Óscar Pelegrí          | Cristian Torres           | Miguel Ángel Ballesteros |
| 2018 | Francisco García Rus   | Antonio Soto              | Francesc Zurita          |
| 2019 | Lev Gonov              | Julián Barrientos         | Ibon Ruiz                |
| 2020 | Alejandro Gómiz        | Jorge Martín Montenegro   | Alex Jaime               |
| 2021 | Miguel Ángel Fernández | Andoni López de Abetxuko  | Nicolás Antonera         |
| 2022 | Noel Martín            | Alejandro Gómiz           | Francisco García Rus     |
| 2023 | Francisco García Rus   | Harrison Bailey           | Vicente Rojas            |

## Palmarés por países
| País      | Victorias |
| --------- | --------- |
| España    | 16        |
| Rusia     | 3         |
| Argentina | 2         |